# Charles de Gavre
Charles de Gavre (Mons, 1537 – 1611) è stato un militare belga, attivo durante la guerra delle Fiandre, prima al servizio delle Province Unite e poi della Spagna.

## Biografia
Fu figlio di Louis de Gavre e de Jeanne de Rubempré, conte di Beaurieu e barone di Frésin. Si sposò con Marguerite de La Marck, e in seconde nozze con Honorine de l´Esclatière.
Colonnello di fanteria al servizio degli Stati Generali della Repubblica delle Sette Province Unite, fu nominato sovrintendente generale dei víveri nel 1576 e membro del consiglio di stato nel 1577.
Nel 1581 tradì la causa olandese consegnando la città di Breda agli spagnoli. Sotto il governo di Alberto d'Austria e Isabella Clara Eugenia d'Asburgo fu governatore di Ath (ora in Belgio). 